# 皮耶贡
皮耶贡（法語：Piégon，法語發音：[pjeɡɔ̃]）是法国德龙省的一个市镇，位于该省南部，属于尼永斯区。

## 地理
皮耶贡（44°18'7"N, 5°7'35"E）面积10.21 平方千米，位于法国奥弗涅-罗讷-阿尔卑斯大区德龙省，该省份为法国东南部内陆省份，北起顺时针与伊泽尔省、上阿尔卑斯省、上普罗旺斯阿尔卑斯省、沃克吕兹省和阿尔代什省接壤。
与皮耶贡接壤的市镇（或旧市镇、城区）包括：博尔代特新堡、米拉贝勒欧巴罗尼、皮梅拉。

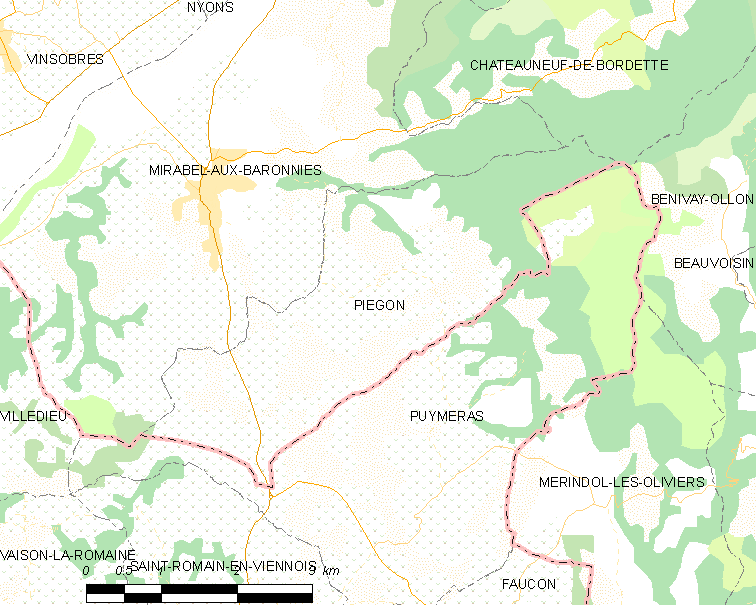
皮耶贡的OSM定位图

皮耶贡的时区为UTC+01:00、UTC+02:00（夏令时）。

## 行政
皮耶贡的邮政编码为26110，INSEE市镇编码为26233。

## 政治
皮耶贡所属的省级选区为尼永斯-巴罗尼县。

## 人口

1962-2008年间皮耶贡人口变化图示

皮耶贡于2022年1月1日时的人口数量为240人。